# Chemsex (pel·lícula)
Chemsex és una pel·lícula documental anglesa del 2015 sobre homes gais que participen en sexe químic a Londres. La pel·lícula va ser dirigida i produïda per William Fairman i Max Gogarty per a Vice Media. Chemsex es va estrenar en cinemes el 4 de desembre de 2015 i en DVD l'11 de gener de 2016.